# Alphonsea kinabaluensis
Alphonsea kinabaluensis är en kirimojaväxtart som beskrevs av James Sinclair.
Alphonsea kinabaluensis ingår i släktet Alphonsea och familjen kirimojaväxter. Inga underarter finns listade i Catalogue of Life.